# X²: La minaccia
X²: La Minaccia è un videogioco della serie X, pubblicato nel 2003 per PC.

## Trama
Nel gioco si interpreta un giovane pilota di nome Julian Brennan. Questo personaggio è stato allevato da piccolissimo da pirati ed è cresciuto da fuorilegge. Julian è un pilota molto bravo, ma sfortunatamente non riesce nel furto di una nave Argon di classe M4 con l'amico Bret Serra e sono costretti a scontare una lunga pena in prigione.

## Modalità di gioco
X²: La Minaccia non presenta una classica visuale in prima o in terza persona che è indissolubilmente ancorata alla nave sulla quale stiamo navigando attualmente. Il comando di eventuali altre navi, flotte e stazioni avviene esclusivamente per mezzo della tastiera, escludendo l'operato del mouse e rendendolo anche poco adatto alla normale funzione di spostamento. Si possono fare moltissime cose in un quasi infinito universo popolato da sette razze: Argon, Boron, Split, Paranid, Teladi, Xenon e Kha'ak; ognuna delle quali possiede 6 tipi di astronavi di forma e caratteristiche diverse. Essendo un simulatore si può combattere, commerciare, costruire stazioni. Il giocatore avrà una reputazione con le varie razze a parte Xenon e Kahaak poiché loro si dimostreranno immediatamente ostili e non si potrà comunicare con loro.
Il gioco si può anche modificare inserendo nuovi script e creando mod.

### Razze
- Argon: i terrestri sopravvissuti della grande guerra Xenon (leggere la cronologia estesa di X).
- Boron: popolazione pacifica che odia la guerra. Vivono sott'acqua.
- Teladi: popolo che pensa solo e sempre al profitto. I piloti sono tutte di sesso femminile.
- Paranid: popolo molto egocentrico e religioso che considera inferiori tutte le altre razze.
- Split: provengono da una società patriarcale divisa in famiglie (famiglia Rhonkar, famiglia Njy, famiglia Tkr ecc...) e sono molto aggressivi e guerrafondai.
- Xenon: le antiche macchine create dai terrestri per colonnizare altri pianeti, i terraformer, oramai impazziti attaccano tutte le razze.
- Kha'ak: non si sa molto su di loro, sì che la loro società sia simile a quella di alcuni insetti in quanto attaccano sempre in gruppo.
- Goner: è un gruppo di religiosi che cerca notizie sulla terra
- Pirati

### Classi di astronavi
- M0: antiche navi da guerra oramai distrutte. Ne è presente una all'ultima missione ad Omicron Lyrae
- M1: grandi navi portacaccia ben scudate e discretamente armate
- M2: grandi incrociatori ben scudati e potentemente armati.
- M3: caccia da combattimento pesante
- M4: caccia da combattimento leggero
- M5: ricognitori
- M6: corvette spaziali
- TS: navi adatte al trasporto di merci (che possono essere di classe S, M, L, XL)
- TP: adatte al trasporto di passeggeri
- TL: adatte al trasporto delle stazioni e al trasporto di grandi quantità di merci (possono trasportare piccole flotte di TS per il carico/scarico da e verso le stazioni).
- TD: navi per portare le navi dalla superficie del pianeta allo spazio (non saranno utilizzabili nel gioco).

### Scudi e armi
Gli scudi e le armi nell'universo di X sono tutti a energia, ad eccezione del Mass Driver, unica arma a proiettili.

#### Scudi
- Scudo da 1 MW
- Scudo da 5 MW
- Scudo da 25 MW
- Scudo da 125 MW

#### Armi
- Laser ad Emissioni di Impulsi (alfa, beta, gamma)
- Cannone ad Accelerazione di Particelle (alfa, beta, gamma)
- Cannone al Plasma (alfa, beta, gamma)
- Generatore di Onde in Fase (alfa, beta, gamma)
- Cannone a Fluttuazione Fotonica (alfa, beta, gamma)
- Cannone a Ioni
- Mass Driver: l'unica arma a proiettili di materia, bisogna comprare le munizioni
- Laser Kyon (alfa, beta, gamma): arma utilizzata dalla razza Kha'ak

#### Missili
- Mosquito
- Wasp
- Drangonfly
- Silkworm
- Hornet
- Sting: missile Kha'ak
- Needle: missile Kha'ak
- Torn: missile Kha'ak

### Stazioni
Sono innumerevoli; una volta attraccati all'interno si può accedere al notiziario dal quale si possono accettare incarichi remunerativi.

## Astronavi per razza

### Argon
- M1: Colossus
- M2: Titan
- M3: Nova
- M4: Buster
- M5: Discoverer
- M6: Centaur
- TS: Mercury
- TL: Mammoth
- TP: Express
- TD: Lander

### Boron
- M1: Shark
- M2: Ray
- M3: Barracuda
- M4: Mako
- M5: Octopus
- M6: Hidra
- TS: Dolphin
- TP: Manta
- TL: Orca
- TD: Cuttlefish

### Paranid
- M1: Zeus
- M2: Odisseus
- M3: Perseus
- M4: Pericles
- M5: Pegasus
- M6: Nemesis
- TS: Demeter
- TL: Hercules
- TP: Hermes

### Teladi
- M1: Condor
- M2: Phoenix
- M3: Falcon
- M4: Buzzard
- M5: Harrier
- M6: Osprey
- TS: Vulture
- TL: Albatross
- TP: Toucan

### Split
- M1: Raptor
- M2: Phyton
- M3: Mamba
- M4: Scorpion
- M5: Jaguar
- M6: Dragon
- TS: Caiman
- TL: Elephant
- TP: Iguana

### Xenon
- M1: J
- M2: K
- M3: L
- M4: M
- M5: N

### Pirati
- M3: Orinoco
- M4: Bayamon
- M5: Mandalay
- TS: Nave pirata